# Klaus Rainer Röhl
Klaus Rainer Röhl (* 1. Dezember 1928 in Trockenhütte/Freie Stadt Danzig; † 30. November 2021 in Köln) war ein deutscher Journalist und Publizist. Er wurde ab den 1950ern als Mitgründer und Chefredakteur des Magazins Konkret sowie als Ehemann von Ulrike Meinhof bekannt; Anfang der 90er Jahre wandte er sich politisch dem Nationalliberalismus zu.

## Leben

### Jugend
Röhl wurde 1944 noch als Schüler zum Arbeitsdienst einberufen und war im Rahmen dieser Tätigkeit unter anderem als Wachsoldat im KZ Stutthof tätig. Zwei Wochen vor Kriegsende wurde er zum Kriegsdienst im besetzten Dänemark eingezogen. Nach einer kurzen Zeit in einem Internierungslager lebte er bei seiner aus Danzig geflohenen Familie in der Nähe von Stade, wo er wieder zur Schule ging und im Frühjahr 1948 am Athenaeum das Abitur erlangte. Dort lernte er Peter Rühmkorf kennen.

### KPD und APO
Seit Beginn seines Studiums in Hamburg 1949 entfaltete er zusammen mit Rühmkorf in Hamburg eine rege Tätigkeit als Gründer eines politischen Kabaretts (Die Pestbeule), einer Studentenbühne, des Wolfgang Borchert-Theaters und des Jazzkellers Anarche, in dem auch moderne Lyrik zum Vortrag kam. Politisch vertraten beide einen radikalen Pazifismus, der sie ab 1953 mit studentischen Mitgliedern der westdeutschen KPD in Kontakt brachte.
Im Mai 1955 gab Röhl – nach einer Versuchsausgabe im Februar (Das Plädoyer, mit Eckart Heimendahl) – eine eigene Zeitschrift unter dem Namen Studentenkurier heraus, die ein Sprachrohr der 58er wurde. Die Finanzierung erfolgte angeblich mittels Spenden, aufgebracht von einer Nationalen Front (Ehrenvorsitzender war der Verleger Ernst Rowohlt). Röhl fuhr zu dieser Zeit des Öfteren nach Ost-Berlin, um dort von staatlichen Stellen der DDR das Geld für die Zeitung bar in Empfang zu nehmen. Röhl, dem die KPD relativ freie Hand bei der Gestaltung seines Blattes ließ, war jedoch kein Mitglied der Partei und wurde es erst, als diese im Herbst 1956 in der Bundesrepublik Deutschland verboten wurde.
Der Studentenkurier, im September 1957 umbenannt in konkret, umwarb unter Röhls Leitung zunächst erfolgreich bedeutende Autoren wie Kurt Hiller und Arno Schmidt und lebte stark von den Dichtern und Essayisten Werner Riegel und Peter Rühmkorf. Er wurde für viele Jahre zur auflagenstärksten überregionalen Studentenzeitung (Höhepunkt 20.000 gedruckte Exemplare). Er spielte eine führende Rolle in der Bewegung Kampf dem Atomtod von 1958, aus der heraus zahlreiche Studenten Redakteure von konkret wurden, unter anderem Ulrike Meinhof und Erika Runge.
Weihnachten 1961 heirateten Röhl und Ulrike Meinhof. Peter Rühmkorf sagte über Partys bei dem Paar, man habe Röhl als „unvermeidlichen Kotzbrocken“ in Kauf nehmen müssen. Da die SED als heimlicher Geldgeber immer stärker versuchte, Einfluss auf die Redaktion zu nehmen, kam es schließlich im Frühjahr 1964 zum Bruch. Die SED gab kein Geld mehr für den Druck und forderte die sofortige Einstellung der Zeitschrift. Doch Röhl widersetzte sich und führte konkret in eigener Verantwortung weiter.
Als nunmehr unabhängige sozialistische Zeitschrift erreichte konkret schon 1965 eine Auflage von 100.000 verkauften Exemplaren und wurde 1967 zum führenden Publikationsorgan der neuen außerparlamentarischen Studentenbewegung, der APO. Ab 1967 erschien das Blatt nicht mehr monatlich, sondern 14-täglich und hatte seine höchste Auflage (176.000 verkaufte Exemplare). Zum Erfolg trug nicht unerheblich bei, dass Röhl in den Anfängen der sexuellen Emanzipation inhaltlich immer stärker auf sexuelle Themen und freizügige Abbildungen setzte. Im Wahljahr 1972 erschien konkret im wöchentlichen Rhythmus.
Im Frühjahr 1968 wurde Röhls Ehe geschieden. Ulrike Meinhof zog mit ihren Zwillingstöchtern Regine und Bettina nach Berlin und begann von dort aus einen politischen Kampf um die Leitung der Zeitschrift („Raus Kleiner Röhl!“). Während Röhl eine sich fortan in konkret zuspitzende Gewaltdiskussion in gemäßigte Bahnen lenkte, beteiligte sich Meinhof 1970 an der Befreiung des zuvor als Kaufhausbrandstifter bekannt gewordenen Andreas Baader. Sie schloss sich der kurz danach gegründeten Roten Armee Fraktion (RAF) an, die Röhl von Anfang an publizistisch bekämpfte.
Nach starken Differenzen über die politische Ausrichtung und das intellektuelle Niveau und dem Wechsel der Anteilsverhältnisse der konkret wurde der Verleger Röhl im Herbst 1973 entlassen. Dennoch ging die Zeitschrift in Konkurs. Nach einem Jahr kam es im Oktober 1974 zu einem Neustart unter der Herausgeberschaft Hermann L. Gremlizas. Ende 1973 brachte Röhl bereits das politisch ähnlich positionierte Magazin das da auf den Markt, das sich nur wenige Jahre behaupten konnte. 1981 übernahm er die zeitweise als größte Konkurrenz von konkret geltende Zeitschrift Spontan, die 1984 ihr Erscheinen einstellen musste.

### Politische Kehrtwende
Nach seiner Trennung von konkret vollzog Röhl langsam eine politische Kehrtwende. Schließlich promovierte er 1993 bei dem Historiker Ernst Nolte (FU Berlin). Röhl schreibt dazu in Linke Lebenslügen (Berlin 1994): „Im Sommer 1987, zwei Jahre vor der Wende, habe ich angesichts der maßlosen und ungerechtfertigten Kampagne gegen Ernst Nolte beim sogenannten Historikerstreit, an diesen geschrieben und ihm den Vorschlag gemacht, solidarisch, gewissermaßen demonstrativ bei ihm zu promovieren. Die Wahl des Doktorvaters war also keineswegs ein Zufall.“ Die Promotionsschrift trägt den Titel: Nähe zum Gegner. Die Zusammenarbeit von Kommunisten und Nationalsozialisten beim Berliner BVG-Streik von 1932.
1994 war er einer der Autoren des Sammelbands Die selbstbewusste Nation.
Röhl trat 1995 der FDP bei. Er engagierte sich im nationalliberalen Flügel der Partei um Alexander von Stahl, Heiner Kappel und Rainer Zitelmann („Liberale Offensive“).
1994 initiierte Röhl zusammen mit weiteren Publizisten der Tageszeitung Die Welt (Rainer Zitelmann, Ulrich Schacht und Heimo Schwilk) den Berliner Appell, in dem sie vor einer „antifaschistisch-demokratischen Ordnung“ warnten.
Auf Röhls Initiative kam es 1995 zu dem erneut von Zitelmann, Schacht und Schwilk mitverfassten Aufruf Appell 8. Mai 1945 – gegen das Vergessen, in dem der Begriff der „Befreiung“ für das Ende des Zweiten Weltkrieges als „einseitig“ in Frage gestellt wurde. Dies führte zu Kritik durch u. a. Vertreter aller im Bundestag vertretenen Parteien.
Röhl schrieb in seinen letzten Lebensjahren u. a. für die Preußische Allgemeine Zeitung (ehemals Ostpreußenblatt). Er publizierte, nach eigener Angabe, um über die „tiefgreifenden, zum Teil verheerenden Folgen der kommunistischen und linksutopischen Aktivitäten, an denen ich als Herausgeber und Kommentator beteiligt gewesen war“, aufzuklären.

### Privates

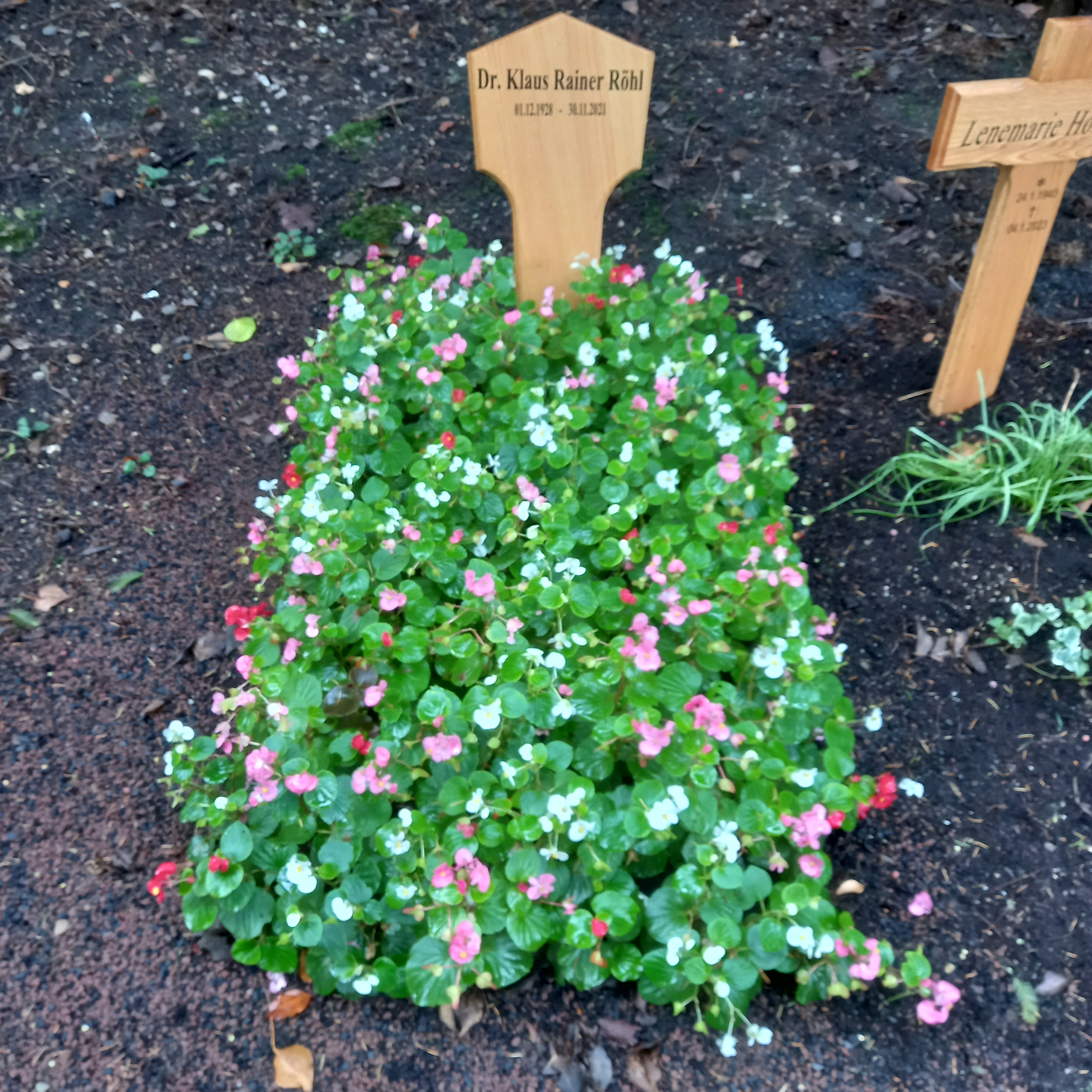
Das Grab von Klaus Rainer Röhl auf dem Südfriedhof (Köln)

Röhls Bruder Wolfgang ist ebenfalls Journalist. Klaus Rainer Röhl war zweimal verheiratet. Aus der ersten Ehe hatte er die Tochter Anja Röhl, aus der Ehe mit Ulrike Meinhof zwei weitere Töchter, die Journalistin Bettina Röhl und deren Zwillingsschwester Regine, eine Ärztin. Als Grund seiner Scheidung von Ulrike Meinhof gab Röhl seine Beziehung zu Danae Coulmas an, einer griechischen Autorin und ehemaligen Diplomatin, mit der er bis zu seinem Tod in Köln zusammenlebte.
Anja Röhl warf im Mai 2010 ihrem Vater vor, sie als Kind verbal und körperlich sexuell belästigt und missbraucht und dadurch nachhaltig geschädigt zu haben. In einem offenen Brief verwahrte sich Klaus Rainer Röhl gegen die Vorwürfe und vermutete, dass der eigentliche Hintergrund der Beschuldigungen ein politischer sei, nämlich die „Weißwaschung der RAF-Ikone Ulrike Meinhof“.
Bettina Röhl kritisierte ihre Halbschwester Anja, beschuldigte aber im Mai 2010 ihren Vater, zwischen 1970 und 1973 auch ihr gegenüber sexuelle Übergriffe begangen zu haben. Es habe keine gewalttätigen Übergriffe gegeben, „aber natürlich Übergriffe, es gab eine Ausnutzung der häuslichen Lebensgemeinschaft zwischen Vater und Kind.“ Dies sei für sie „eine Lebenslast“ gewesen. Sie habe im Sommer 2007 den Kontakt zu ihrem Vater abgebrochen. „Pädophile Entgleisungen spielten dabei nicht die entscheidende Rolle.“ Klaus Rainer Röhl stritt auch diese Vorwürfe ab; sie seien „unwahr oder missverständlich formuliert“ und beruhten „auf einer pubertären Phantasie“.
Röhl starb Ende November 2021, am Vortag seines 93. Geburtstags. Seine Grabstätte befindet sich auf dem Kölner Südfriedhof.

## Werke
- Fünf Finger sind keine Faust. Kiepenheuer und Witsch, Köln 1974, ISBN 3-462-01002-6, Neuauflage mit einem Anhang, München 1998, ISBN 3-8004-1365-5 (autobiografisch).
- Die Genossin. Roman. Molden, Wien 1975, ISBN 3-217-00677-1 (über Ulrike Meinhof).
- Lustobjekt. Ein kleiner Irrtum und seine fatalen Folgen. Europaverlag, Wien 1980, ISBN 3-203-50735-8.
- Aufstand der Amazonen. Geschichte einer Legende. Econ-Verlag, Düsseldorf 1982, ISBN 3-430-17797-9.
- Die verteufelte Lust. Die Geschichte der Prüderie und die Unterdrückung der Frau. Hoffmann und Campe, Hamburg 1983, ISBN 3-455-08695-0.
- Nähe zum Gegner. Kommunisten und Nationalsozialisten im Berliner BVG-Streik von 1932. Campus Verlag, Frankfurt/Main 1994, ISBN 3-593-35038-6.
- Deutscher Narrenspiegel. Hypochonder und Schutzheilige. Universitas, München 1998, ISBN 3-8004-1338-8.
- Riesen und Wurzelzwerge. Das Dilemma der deutschen Linken. Universitas, München 1999, ISBN 3-8004-1388-4.
- Linke Lebenslügen. Ullstein, Berlin 1994, ISBN 3-548-36634-1. (Neuauflage. Universitas, München 2001, ISBN 3-8004-1430-9).
- Deutsches Phrasenlexikon. Lehrbuch der politischen Korrektheit für Anfänger und Fortgeschrittene. Ullstein, Berlin 2001, ISBN 3-550-07077-2; mit dem geänderten Untertitel: Politisch korrekt von A-Z. 4., aktualisierte Auflage. Universitas, München 2001, ISBN 3-8004-1409-0.
- Verbotene Trauer. Die vergessenen Opfer. Universitas, München 2002, ISBN 3-8004-1423-6. Neuauflage im Kopp Verlag 2018. (Kurzrezension in der Frankfurter Allgemeine Zeitung vom 30. Oktober 2002.)
- Deutsche Tabus. Universitas, München 2004, ISBN 3-8004-1467-8.
- Du bist Deutschland. Satiren aus der europäischen Provinz. Universitas, München 2007, ISBN 978-3-8004-1473-4.
- „Einige Eiffelturmlängen über allem übrigen!“ Erinnerungen an Kurt Hiller. in: Rüdiger Schütt (Hrsg.), Zwischen den Kriegen. Werner Riegel, Klaus Rainer Röhl und Peter Rühmkorf: Briefwechsel mit Kurt Hiller 1953–1971. Edition text + kritik, München 2009, S. 334–336 (ebenda auch Briefe an und von Hiller), ISBN 978-3-88377-997-3.
- Mein langer Marsch durch die Illusionen: Leben mit Hitler, der DKP, den 68ern, der RAF und Ulrike Meinhof, Universitas, München 2009, ISBN 978-3-8004-1484-0.
- Höre Deutschland: wir schaffen uns nicht ab; Materialien zur Sarrazin-Debatte, Universitas, München 2011, ISBN 978-3-8004-1500-7.